# قبو شمسیه
قبو شمسیه (به عربی: قبو شمسیة) یک روستا در سوریه است که در ناحیه مرکزی مصیاف واقع شده‌است. قبو شمسیه ۳۴۵ نفر جمعیت دارد.